# Iglesia de Santa María la Redonda (Ciudad de México)

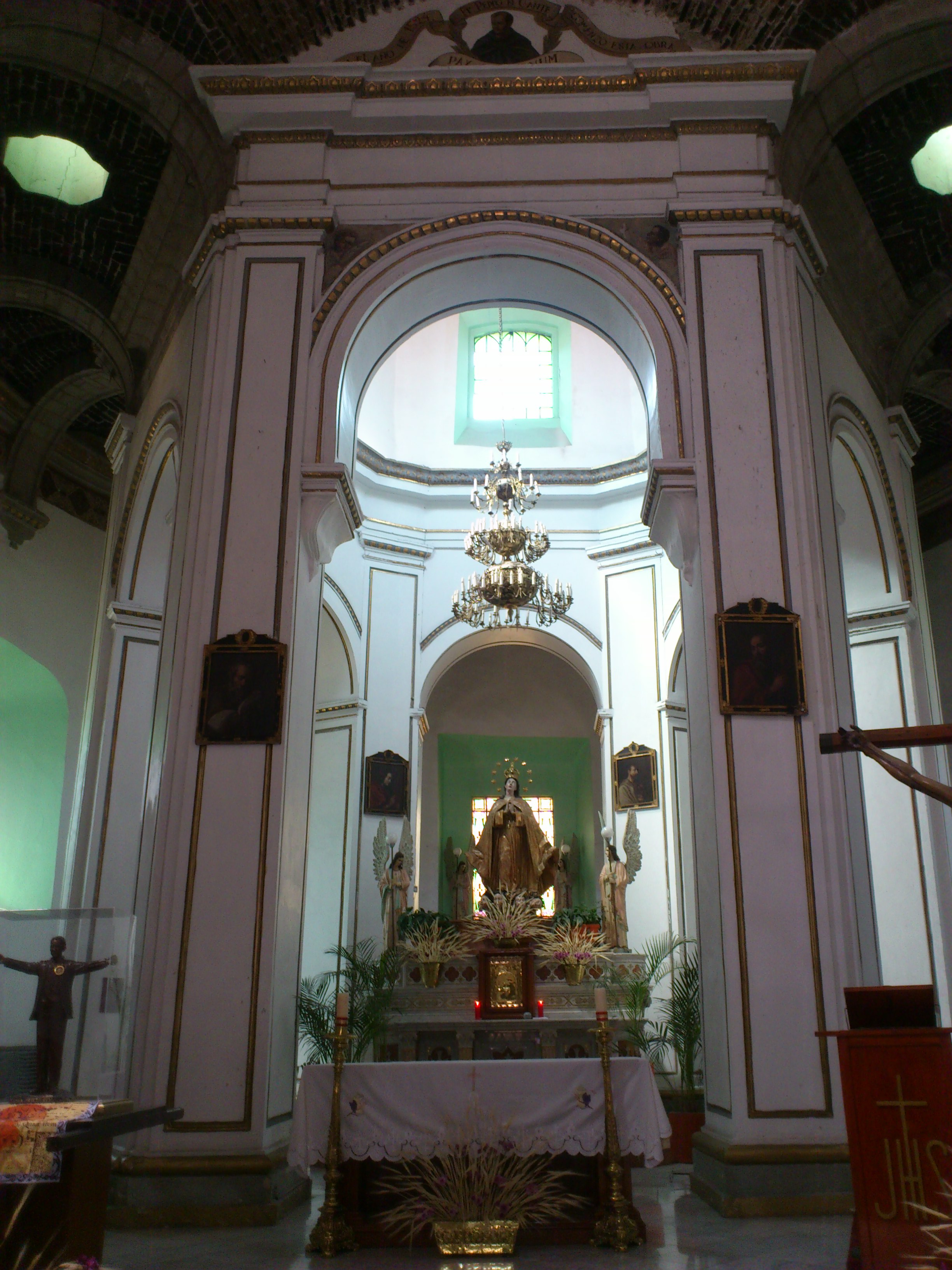
La rotonda

La Iglesia de Santa María la Redonda es un templo católico ubicado en la colonia Guerrero, de la alcaldía Cuauhtémoc, en la Ciudad de México. Aunque su fundación data del siglo XVI, el edificio actual fue construido a finales del siglo XVII y reconstruido a principios del siglo XVIII. Se caracteriza por su rotonda, única en México.[cita requerida]

## Historia
El barrio de Santa María —actualmente parte de la colonia Guerrero—tiene su origen en el barrio prehispánico de Cuepopan (en el camino, en náhuatl), uno de los cuatro barrios o campan en que estaba dividida la ciudad de México-Tenochtitlán. Después de la conquista de México, la ciudad se dividió políticamente en tres partes: La traza, que era exclusivamente para  españoles y las parcialidades indígenas de Santiago Tlatelolco al norte y San Juan Tenochtitlán, la cual rodeaba la traza y se dividía en 4 barrios que se denominaron Santa María Cuepopan, San Pablo Zoquipan, San Sebastián Atzacoalco y San Juan Moyotla. En la parte central del barrio de Cuepopan se construyó —como en cada uno de los barrios indígenas— una capilla, en este caso en 1524 bajo la advocación de María de Nazaret, la cual funcionaba a manera de ayuda de la parroquia de San José de los naturales del convento de San Francisco. La fundación de estas capillas se atribuye según la tradición franciscana a Fray Pedro de Gante, aunque también otras fuentes atribuyen su fundación a Hernán Cortés o la Segunda audiencia.
A finales del siglo XVII fue necesario construir una nueva iglesia, la cual se concluyó en 1677 y se reconstruyó en 1731 y 1735, en estilo barroco.[cita requerida]

## Importancia
El ábside circular de la iglesia y su rotonda, son ejemplos únicos dentro del barroco novohispano; Fue uno de los primeros edificios de este estilo —junto con la obra de Pedro de Arrieta— en donde el barroco novohispano trasciende de ser una mera decoración a abarcar los espacios, lo cual tuvo su máxima expresión en edificios como la desaparecida iglesia de Santa Brígida de Luis Diez de Navarro, la capilla del pocito de Francisco Guerrero y Torres y la iglesia de la enseñanza, atribuida a este último.
La rotonda fue construida de manera que logra diferentes efectos de luz en el trascurso del día, lo que constituye una intención estética del barroco, la nave cuenta con poca luz y el ábside contrasta como un espacio bien iluminado gracias a los óculos en la bóveda.

## Leyenda
Al respecto de la imagen que preside la rotonda de la iglesia, existe una tradición oral sobre su origen:

"...
Se cuenta que el sacerdote Rodrigo de Sequera trajo de España la cabeza y manos, entregándoselas al padre guardián del templo, quien se las mostró a una virtuosa y noble dama india, que se ofreció a mandar a hacer el cuerpo. Curiosamente, al llegar a su casa la esperaban "como llovidos del cielo" tres talladores que buscaban trabajo. Llena de regocijo, les encargó el cuerpo, proporcionándoles un cuarto en la casa para que trabajaran. Transcurridos tres días, en los que la dama no tenía ninguna noticia, curiosa se asomó a la habitación y ahí se encontraba la bella imagen completa y los artesanos habían desaparecido. El hecho se tomó como un milagro ..." 

- Wikimedia Commons alberga una categoría multimedia sobre Iglesia de Santa María la Redonda.